# حسینیه قدیم کلشانه
حسینیه قدیم کلشانه مربوط به دوره افشار است و در شهرستان عشق‌آباد، بخش مرکزی، دهستان دستگردان، روستای کلشانه واقع شده و این اثر در تاریخ ۲۲ آبان ۱۳۸۶ با شمارهٔ ثبت ۱۹۹۹۱ به‌عنوان یکی از آثار ملی ایران به ثبت رسیده است.